# Cancionero de Santa María del Puerto

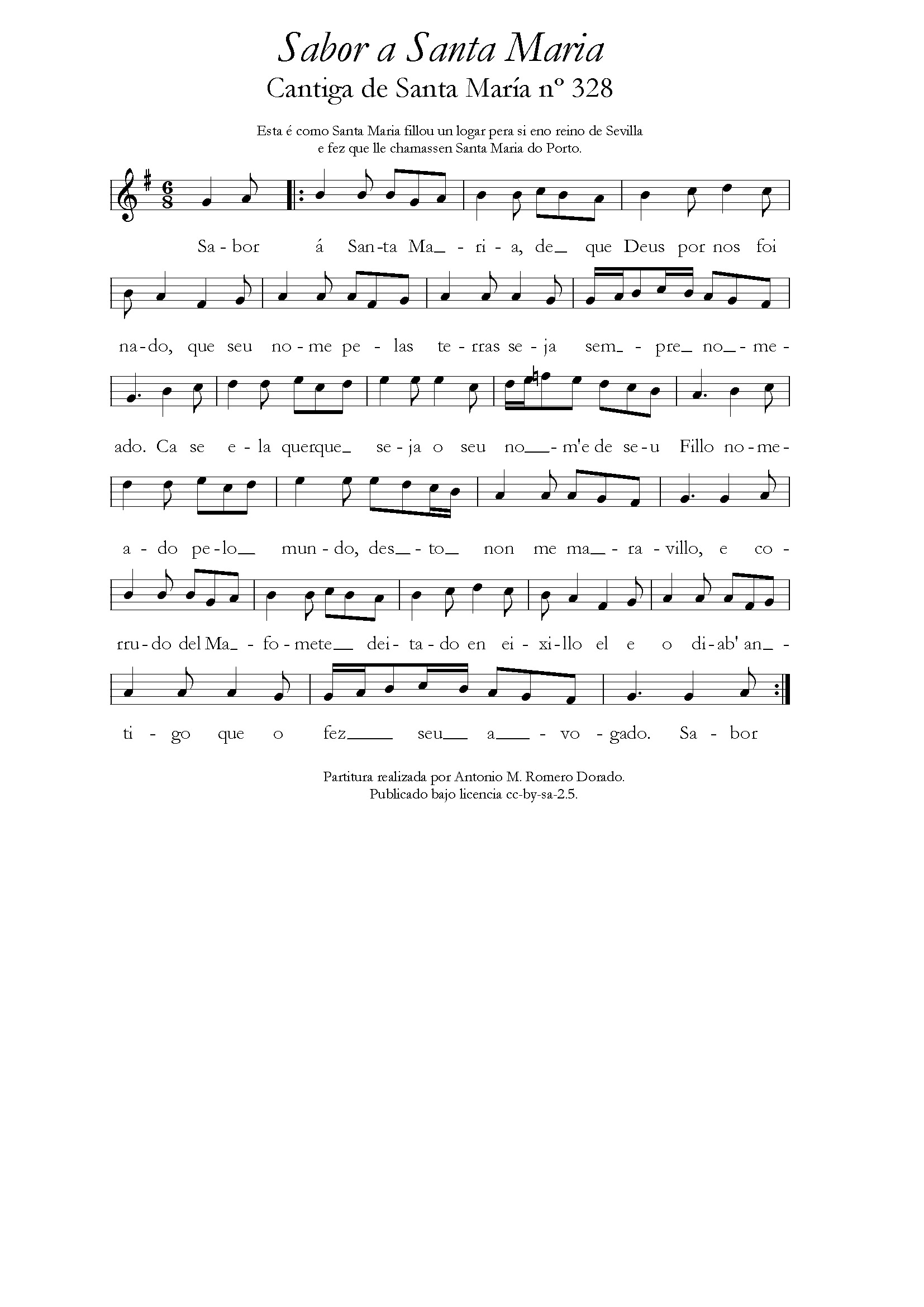
Partitura de la Cantiga de Santa María 328, ver pdf.

Se conoce como Cancionero de Santa María de El Puerto  (CSMP) a un grupo de veinticuatro Cantigas de Santa María (CSM) cuyo tema está relacionado con la imagen de Santa María de El Puerto, su devoción, su santuario y sus milagros. Las cantigas en cuestión son las catalogadas con los números 328, 356, 357, 358, 359, 364, 366, 367, 368, 371, 372, 375, 376, 377, 378, 379, 381, 382, 385, 389, 391, 392, 393 y 398. Santa María de El Puerto (en las Cantigas, Santa Maria do Porto), era una advocación mariana que radicaba en la población andaluza de El Puerto de Santa María, llamada Alcanate o Alcanatir en época de al-Ándalus. Alfonso X el Sabio, transformó la mezquita de Alcanate en un santuario para la imagen de Santa María de El Puerto y la fortificó. Hoy en día se conoce a la imagen con el nombre de Nuestra Señora de los Milagros y al santuario fortificado con el nombre de Castillo de San Marcos, popularmente, el Castillito.

## Discografía
- Eduardo Paniagua. Música Antigua. Santa María del Puerto I. . Contiene, entre otras, las Cantigas 328, 358, 356, 364, 377, 378, 382 y 385 que forman parte del Cancionero de Santa María de El Puerto.

- Eduardo Paniagua. Música Antigua. Cantigas de Jerez. . Contiene, entre otras, las Cantigas 359, 371, 381, 391 y 398, que forman parte del Cancionero de Santa María de El Puerto y mencionan Jerez de la Frontera.

- Datos: Q934336